# جان فابر (لاعب اتحاد الرغبي)
جان فابر (بالفرنسية: Jean Fabre)‏ هو لاعب اتحاد الرغبي فرنسي، ولد في 7 نوفمبر 1935 في مدينة روديز في فرنسا.

## وصلات خارجية
- جيان فابر عل موقع إسبنسكروم (الإنجليزية)